# Our Hunting Fathers
Our Hunting Fathers (Els nostres pares caçadors), op. 8, és un cicle de cançons per a soprano i orquestra compost per Benjamin Britten el 1936. El text, escrit en part per W.H. Auden, amb una inclinació pacifista, va desconcertar a l'audiència en l'estrena, i el treball mai ha aconseguit la popularitat d'altres cicles de cançons orquestrals posteriors com Les Illuminations, la Serenata per a tenor, trompa i corda i el Nocturne.

## Origen i context
A mitjans de la dècada de 1930 Britten va treballar per la GPO Film Unit, component música per a pel·lícules documentals. També hi va treballar el poeta i crític W. H. Auden, amb qui Britten va col·laborar en les pel·lícules Coal Face (1935) i Night Mail (1936). Auden va ser un dels mentors del jove Britten, encoratjant-lo a ampliar els seus horitzons estètics, intel·lectuals i polítics.
Britten va rebre una encàrrec per compondre una obra per a orquestra per al Norfolk and Norwich Festival de 1936. Auden va reunir el text d'un cicle de cançons orquestrals, en va escriure algunes i va adaptar altres seccions de poemes existents. El treball, descrit com un "cicle simfònic per a veu alta i orquestra", es va compondre entre maig i juliol de 1936.
El 19 de setembre de 1936, menys d'una setmana abans de l'estrena, Britten va assajar l'obra amb la soprano Sophie Wyss i l'Orquestra Filharmònica de Londres en el loft del Covent Garden. Britten després va descriure l'assaig com «la nit més catastròfica de la meva vida» que el va deixar «que em volia morir». Segons Sophie Wyss, «els membres de l'orquestra no estaven acostumats a aquest tipus de música i van tocar molt malament. Quan la referència a les rates va arribar a la partitura, van córrer per fingir que estaven perseguint rates per terra». Ralph Vaughan Williams, que va estar present, va renyar l'orquestra, amb el resultat, recorda Wyss, que els músics «es van retirar tots» per al pròxim assaig celebrat a Norwich el 21 de setembre.

## Representacions
L'estrena va tenir lloc en el 34è Norfolk and Norwich Triennial Musical Festival el 25 de setembre de 1936, dirigit pel compositor. L'actuació no va tenir cap contratemps, i va deixar «la major part del públic», segons Britten, «molt interessat encara que desconcertat». Les crítiques de la premsa van variar «des d'afagaladores i lleugerament desconcertades (D. Tel.) a reprensives i desaprovants (Times)».
Tot i que la música de Britten, com va dir un biògraf, tenia "sorolls extravagants" calculats per a incomodar al públic, la major part de les males crítiques semblen haver-se dirigit al text d'Auden. Aparentment, sobre la relació de l'home amb els animals, es tracta d'un tracte poc profundament disfressat sobre la relació de l'home amb l'home, des d'un punt de vista esquerrà i pacifista.
L'abril de 1937, la BBC va emetre una representació de l'obra amb Wyss i la BBC Symphony Orchestra dirigida per Adrian Boult; el cicle no es va realitzar de nou fins al 1950. L'analista Lloyd Moore va comentar el 2004 que «fins i tot últimament el treball és poques vegades escoltat a les sales de concerts tot i que cal qualificar-la com una de les obres més destacades de Britten».

## Estructura
L'obra dura aproximadament mitja hora i consta de cinc seccions:
1. Prologue (Pròleg)– lletra d'Auden
2. Rats Away! (Rates fora!) – anònim, adaptat per Auden
3. Messalina – anònim
4. Hawking for the Partridge (Dance of Death) (Caçant la perdiu, dança de la mort) – lletra de Thomas Ravenscroft
5. Epilogue (Epíleg) – lletra d'Auden.

El Pròleg es troba en una forma semblant al recitatiu i presenta el lema musical del cicle, descrit per Moore com «una triada major descendent que ascendeix al tercer menor». Rats Away! és una secció agitada i estrident, que exigeix virtuosisme vocal del solista, que a poc a poc es submergeix en l'orquestra, la seva música suggereix l'escorriment de les rates.
La tercera secció, Messalina, és una elegia lírica per a un mico mort, amb una successió de solos per a flauta, oboè, clarinet i saxòfon. La quarta secció, Hawking for the Partridge (subtitulada Dance of Death) segueix sense descans, el solista recitant els noms dels gossos que s'uneixen a la caça. Segons Moore, «Aquest tros està marcat per un fortíssima uníson i silenciat dels instruments de metall, després dels quals la soprano aïlla els dos noms "alemanys, jueus", que signifiquen de forma inequívoca qui és el caçador i qui el caçat».
El treball acaba amb un Epíleg i una Marxa Fúnebre, interrompuda per un motiu repetitiu sobre el xilòfon, que fa que el cicle es faci amb una conclusió equívoca i ambigua.

## Anàlisi musical
Britten es va acostar a les avantguardes, el que no va fer gens de gràcia al Royal College of Music, per exemple quan va mostrar interès en Schönberg o Alban Berg. Britten volia fer alguna cosa diferent al que es feia a l'Anglaterra de la dècada del 1930 i per això es fixa en l'estil de Xostakóvitx, amb qui més endavant els uniria una gran amistat.
Britten tenia predilecció per aquesta obra, i per això l'anomenava el seu op. 1. L'originalitat de la peça va despertar les queixes dels músics durant els assajos.
L'obra es va fer amb la col·laboració de Britten amb el poeta W.H. Auden, que va influenciar estèticament i política a Britten. A través de la reflexió sobre com es relacionen els humans i els animals, en aquest cicle es vol fer una analogia amb la situació política internacional del 1936, el moment en què fou escrita.